# Carl Douglas
Carlton George Douglas (Kingston, 10 de maio de 1942) é um cantor e compositor jamaicano, mais conhecido pela sua canção "Kung Fu Fighting". Douglas foi o primeiro artista jamaicano a chegar às paradas de sucesso estadunidenses, o que ocorreu em 1974.

## Discografia

### Álbuns de estúdio
- 1974: Kung Fu Fighter
- 1977: Love Peace and Happiness
- 1978: Keep Pleasing Me

## Links
- Site Oficial
- Fansite
- Carl Douglas no Allmusic